# Алтинівська волость
Алтинівська волость — історична адміністративно-територіальна одиниця Кролевецького повіту Чернігівської губернії з центром у селі Алтинівка.
Станом на 1885 рік складалася з 17 поселень, 12 сільських громад. Населення — 9548 осіб (4599 чоловічої статі та 4949 — жіночої), 1680 дворових господарств.
|                     | Площа, десятин | У тому числі орної, дес. |
| ------------------- | -------------- | ------------------------ |
| Сільських громад    | 13130          | 9739                     |
| Приватної власності | 3610           | 1746                     |
| Казенної власності  | 56             | —                        |
| Іншої власності     | 42             | 24                       |
| Загалом             | 16838          | 11509                    |

Найбільші поселення волості на 1885 рік:
- Алтинівка — колишнє державне село за 18 верст від повітового міста, 3639 осіб, 676 дворів, 2 православні церкви, школа, поштова станція, 7 постоялих будинків, 3 лавки, базари по неділях й 2 ярмарки на рік. За 4 версти — винокурний завод і 2 крупорушки. За 8 версти — винокурний завод.
- Озаричі (Азаричі) — колишнє державне село, 751 особа, 133 двори, православна церква, постоялий будинок.
- Спаське — колишнє державне й власницьке село, 3311 осіб, 603 двори, 2 православні церкви, школа, 4 постоялих будинки, 3 лавки, водяний млин, щорічний ярмарок.

1899 року у волості налічувалось 5 сільських громади, населення зросло до 12 854 особи (6454 чоловічої статі та 6400 — жіночої).